# Mireille Hartuch
Mireille Hartuch (ur. 30 września 1906 w Paryżu, zm. 29 grudnia 1996 tamże) znana jako Mireille – piosenkarka, kompozytorka i aktorka francuska.